# Cantón de Créteil-Oeste
El cantón de Créteil-Oeste era una división administrativa francesa, que estaba situada en el departamento de Valle del Marne y la región de Isla de Francia.

## Composición
El cantón estaba formado por una fracción de la comuna que le daba su nombre:
- Créteil (fracción)

## Supresión del cantón de Créteil-Oeste
En aplicación del Decreto nº 2014-171 de 17 de febrero de 2014, el cantón de Créteil-Oeste fue suprimido el 22 de marzo de 2015 y la fracción de la comuna que le daba su nombre se unió con las demás fracciones para que, por medio de una reestructuración cantonal, fueran creados los nuevos cantones de Créteil-1 y Créteil-2.